# Martin Kohlrausch
Martin Kohlrausch (* 1973 in Bremen) ist ein deutscher Historiker.
Martin Kohlrausch studierte von 1993 bis 1998 Geschichte, Staatsrecht und Politikwissenschaft an den Universitäten Tübingen, FU und HU Berlin. Von 1996 bis 1997 studierte er im Master of Modern History an der University of Sussex. 1998 folgte der Magister an der HU Berlin. Von 2000 bis 2001 war er Wissenschaftlicher Mitarbeiter bei Regina Schulte am Europäischen Hochschulinstitut in Florenz. 2003 promovierte er bei Peter Becker, Christopher Clark, Heinz Reif und Regina Schulte. Anschließend war er bis 2005 Wissenschaftlicher Assistent an der Technischen Universität Berlin. Von April 2005 bis August 2009 war Kohlrausch Wissenschaftlicher Mitarbeiter am DHI Warschau. Ab September 2009 war er als Dilthey-Fellow der Volkswagenstiftung Wissenschaftlicher Mitarbeiter am Historischen Institut der Ruhr-Universität Bochum. 2011 nahm Kohlrausch eine Professur für European Political History, 19th/20th Century an der flämischen Katholischen Universität Leuven an. Kohlrausch ist Mitherausgeber der Zeitschriften Moderne Stadtgeschichte und Tijdschrift voor Geschiedenis sowie der Reihe Elitenwandel in der Moderne. Kohlrausch war Fellow am Netherlands Institute for Advanced Study (2011) und am Luxembourg Centre for Contemporary and Digital History (2019). Seit September 2019 leitet er die Abteilung für Geschichte der Universität Leuven.
Seine Forschungsschwerpunkte sind die Geschichte der Architekten im 20. Jahrhundert, die Metropolen in Osteuropa (1900–1950), die Mediengeschichte im 19. und 20. Jahrhundert, besonders die politischen Skandale, die Führerideen und charismatische Herrschaft sowie die Geschichte der Monarchie. 

## Schriften (Auswahl)
Monografien
- Brokers of Modernity. East Central Europe and the Rise of Modernist Architects, 1910–1950. Leuven University Press, Leuven 2019, ISBN 978-9-46270172-4.
- mit Helmuth Trischler: Building Europe on Expertise. Innovators, Organizers, Networkers. Making Europe, hrsg. v. Johan Schot, Palgrave Macmillan, Basingstoke u. a. 2014, ISBN 978-0-230-30805-3.
- Der Monarch im Skandal. Die Logik der Massenmedien und die Transformation der wilhelminischen Monarchie (= Elitenwandel in der Moderne. Bd. 7). Akademie-Verlag, Berlin 2005, ISBN 3-05-004020-3 (Zugleich: Florenz, Europäisches Hochschulinstitut, Dissertation, 2003), (Rezension).

Herausgeberschaften
- mit Peter Heyrman, Jan De Maeyer: Leisure and Elite Formation. Arenas of Encounter in Continental Europe, 1815–1914 (= Elites in Modernity. Vol. 22). De Gruyter, München 2020, ISBN 978-3-110582-30-7.
- mit Jan C. Behrends: Races to Modernity. Metropolitan Aspirations in Eastern Europe, 1890–1940. Central European University Press, Budapest u. a. 2014, ISBN 978-963-386-035-9.
- mit Stefan-Ludwig Hoffmann: Post-Catastrophic Cities (= Journal of modern European history. 9.2011,3). Beck, München 2011.
- mit Katrin Steffen, Stefan Wiederkehr: Expert Cultures in Central Eastern Europe. The Internationalization of Knowledge and the Transformation of Nation States since World War I (= Einzelveröffentlichungen des Deutschen Historischen Instituts Warschau. Bd. 3). Fibre-Verlag, Osnabrück 2010, ISBN 978-3-938400-58-6.
- Technological innovation and transnational networks. Europe between the Wars (= Journal of modern European history. 6.2008,2). Beck, München 2008.
- mit Thomas Biskup: Das Erbe der Monarchie. Nachwirkungen einer deutschen Institution seit 1918. Campus, Frankfurt am Main u. a. 2008, ISBN 978-3-593-38727-7.
- Samt und Stahl. Kaiser Wilhelm II. im Urteil seiner Zeitgenossen. Landtverlag, Berlin 2006, ISBN 3-938844-05-1.